# Stig-Ola Öberg
Stig-Ola Gustaf Öberg, född 7 december 1926 i Umeå, död 12 oktober 2005 i Umeå, var en svensk jazzmusiker (trumslagare).

## Biografi
Stig-Ola Öberg var den äldsta brodern av tre, där också hans bröder Sten Öberg och Staffan Öberg kom att ägna sig åt musiken. Han började spela trummor i de tidiga tonåren och spelade då bland annat med Lars Lystedt, tillsammans med vilken han bland annat ingick i bandet Dixieland Stompers. Stig-Ola Öberg är begravd på Norra kyrkogården vid Sandbacka i Umeå.